# Hippolyte Delehaye
Hippolyte Delehaye, né le 19 août 1859 à Anvers (Belgique) et décédé le 1er avril 1941 à Etterbeek, est un prêtre jésuite belge, hagiographe de grand renom et membre de la Société savante des Bollandistes. 

## Biographie

### Premières années et formation
Delehaye entre chez les Jésuites le 23 septembre 1876 et fait son noviciat à Arlon. À la fin de sa formation spirituelle et académique il est ordonné prêtre à Louvain le 24 aout 1890.  
En fait, il est professeur de mathématiques au collège Sainte-Barbe à Gand (Belgique) lorsqu'il s’intéresse à un domaine très différent. Durant ses études de théologie, entre 1886 et 1888, il publie trois articles remarqués sur la vie du philosophe scholastique médiéval Henri de Gand, le Doctor Solemnis.  Ces articles attirent l’attention du président des Bollandistes, le Père Charles De Smedt qui l’appelle à Bruxelles. Sous sa direction Delehaye prépare une dissertation sur le moine bénédictin Guibert-Martin de Gembloux.

### Le Bollandiste
À la fin de ses études, en 1891, il est chargé de la publication des 'Acta Sanctorum', l’œuvre principale et collective de la société des Bollandistes. Son domaine de spécialisation est l’hagiographie byzantine. En 1895, parait sa première Bibliotheca hagiographica graeca (BHG), revue en 1909 et saluée par la critique comme un outil magistral pour l’étude du monde ancien helléno-chrétien. En 1902, sort son Martyrologe byzantin et trois ans plus tard (1905), son livre sur Les légendes hagiographiques.  D’autres publications savantes suivent à un rythme régulier.  
En 1912 il devient le président des Bollandistes et en 1913 est élu membre correspondant de l’Académie royale de Belgique. En 1918, il est arrêté par les Allemands pour avoir collaboré à la presse clandestine de la Résistance. Condamné à 15 ans de travaux forcés il est libéré peu après l’armistice de novembre 1918. Son travail hagiographique reprend de plus belle et avec l’aide de Paul Peeters et d’autres il continue la publication des Acta Sanctorum. En 1925, les Bollandistes en sont au 4e volume du mois de novembre du calendrier des saints.
Outre cette œuvre d’envergure et de longue haleine, Delehaye écrit d’innombrables articles pour des revues spécialisées, belges et étrangères, et des monographies publiées dans la revue Analecta Bollandiana. Historiographe et hagiographe de notoriété mondiale, il est élu correspondant de nombreuses académies et société savantes. En 1920, Delehaye est fait docteur honoris causa de l’université d’Oxford, et en 1926 de celle de Louvain.

## Évaluation
Comme maître en hagiographie, il est probablement égal à son illustre prédécesseur Daniel van Papenbroeck (successeur immédiat de Jean Bolland) pour sa perspicacité intellectuelle et la sûreté de son jugement critique. Il affine les méthodes de critique et relance ainsi le bollandisme contemporain.

## Écrits
- Bibliotheca hagiographica graeca, Bruxelles, 1895
- Les légendes hagiographiques, Bruxelles, 1905
- Les origines du culte des martyrs, Bruxelles, 1912
- À travers trois siècles : l'œuvre des Bollandistes (1615-1915), Bruxelles, 1920
- Saint Martin et Sulpice Sévère, Bruxelles, Société des Bollandistes et Paris, Picard, 1920. In-8° de 136 pages (Tiré à part des Analecta Bollandiana, t. XXXVIII)
- Les passions des martyrs et les genres littéraires, Bruxelles, 1921
- Sanctus : essai sur le culte des saints dans l'antiquité, Bruxelles, 1927